# Telegrafencode

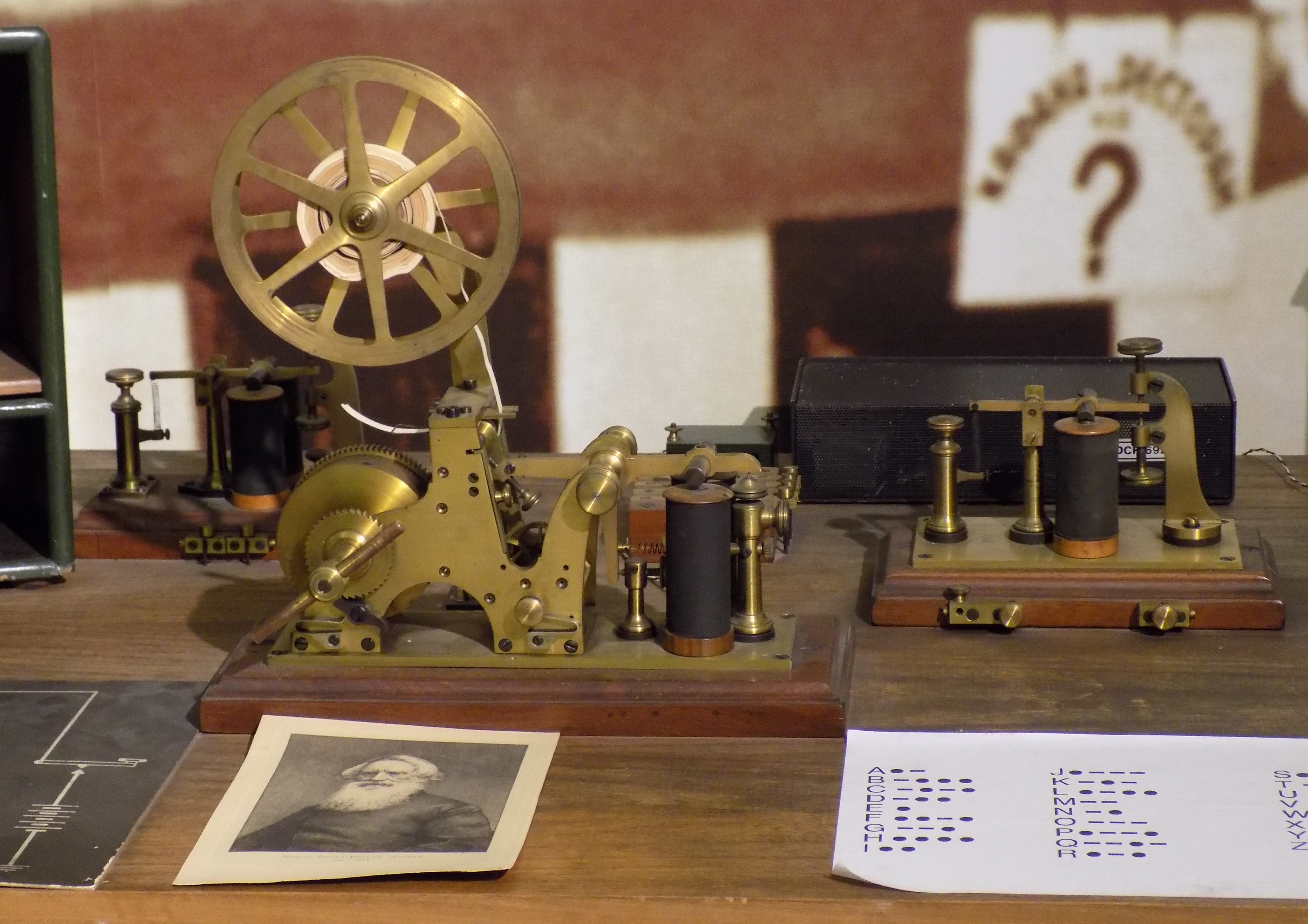
Morseapparat (links) und Klopfer (rechts) sowie davor ein Foto von Samuel Morse und ein Blatt mit dem nach ihm benannten Telegrafencode (Postmuseum Belgrad)

Ein Telegrafencode (auch Telegrafenalphabet oder Telegrafiecode) diente zur eindeutigen und schnellen Übermittlung von Nachrichten, vor allem von Textnachrichten, mithilfe von telegrafischen Verfahren. Solche Mitteilungen wurden früher als Depeschen bezeichnet, ab der zweiten Hälfte des 19. Jahrhunderts dann auch als Telegramm und im 20. Jahrhundert schließlich als Fernschreiben.
Verwendet wurde in der Regel ein offener Code, also eine öffentlich bekannte, oft international standardisierte, Abbildungsvorschrift. Bekannte Beispiele sind der Morsecode, der Baudot-Murray-Code sowie der Amerikanische Standardcode für den Informationsaustausch (englisch American Standard Code for Information Interchange), kurz ASCII.
Es gab und gibt aber auch Geheimcodes, also kryptografische Methoden, deren Zweck die Verschlüsselung von Nachrichten ist, um beispielsweise für militärische oder kommerzielle Zwecke diese geheim übertragen zu können. Jedoch beispielsweise im Amateurfunk, als Medium der Völkerverständigung, werden grundsätzlich keine Geheimcodes benutzt.

## Grundlagen

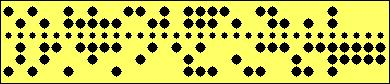
Bei diesem Fünfkanal-Lochstreifen dienen Löcher zur binären Zeichencodierung

Viele Telegrafiecodes basieren auf dem Binärcode, also auf der Übertragung von Symbolfolgen, deren einzelne Symbole jeweils nur einen von zwei möglichen Zuständen annehmen können, zum Beispiel Plus (+) und Minus (−) oder Null (0) und Eins (1), in moderner Sprache also ein Bit.
Komplexere Informationen werden in der Regel aus geeigneten Bit-Kombinationen zusammengesetzt, beispielsweise aus fünf Bit wie 00011, die im Baudot-Murray-Code für den Buchstaben A stehen, oder sieben Bit 1000001, die im ASCII denselben Buchstaben bedeuten.
In der Geschichte gab es jedoch auch Telegrafencodes, die nicht auf dem Binärsystem, sondern auf anderen Zahlensystemen basierten, beispielsweise auf dem Quaternärsystem mit vier möglichen Grundzuständen eines Symbols (siehe auch unten: Preußischer Telegrafencode). Im einfachsten Fall genügt sogar das Unärsystem, bei dem bereits ein einzelnes Zeichen, beispielsweise ein Feuer- oder Rauchzeichen, eine Nachricht übermitteln kann wie „Feind in Sicht“ oder „Papst noch nicht gewählt“.

## Chappe-Code

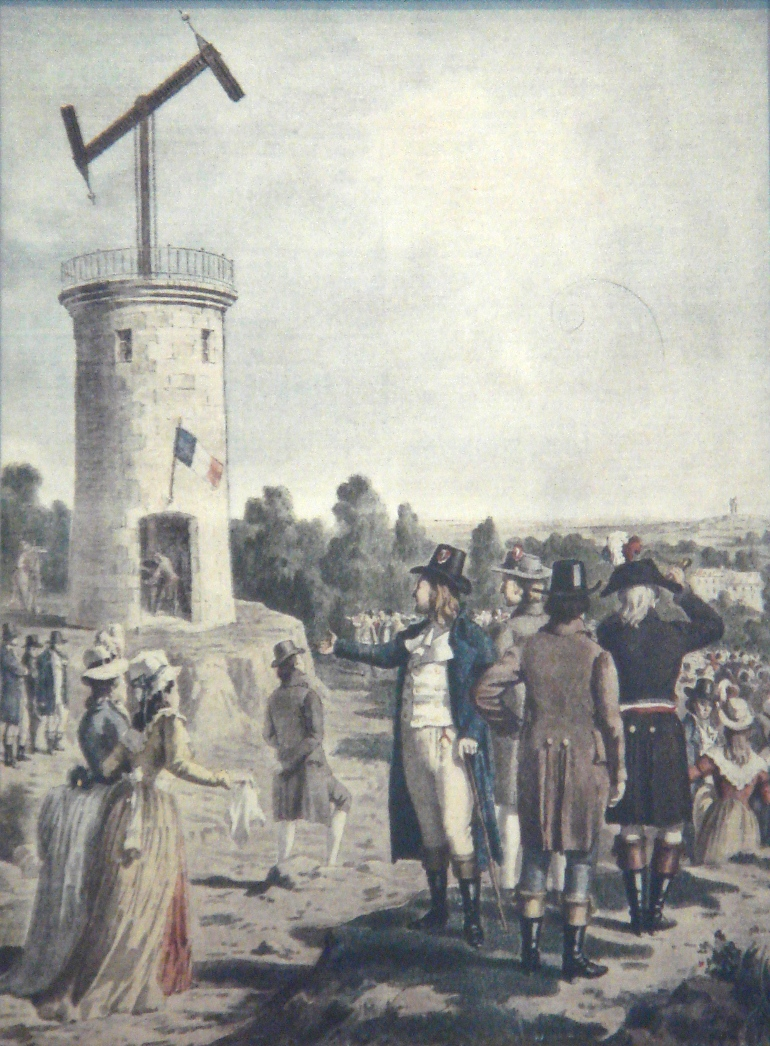
Zeitgenössisches Gemälde mit Chappe-Semaphor

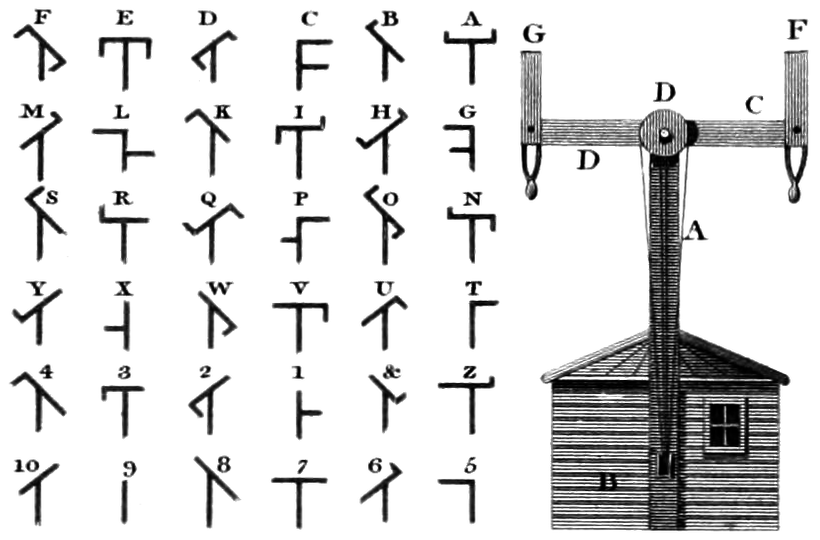
Hier vermutlich fehlerhaft wiedergegebener Chappe-Code (die Codezeichen für B und S sind identisch)

Im Jahr 1791 entwickelte Claude Chappe (1763–1805), gemeinsam mit seinen Brüdern, ein von ihnen als Tachygraf („Schnellschreiber“) bezeichnetes Gerät, später auch genannt Semaphor („Zeichenträger“) und schließlich Chappe-System. Es bestand aus einem schwenkbaren Balken von gut 4 m Länge, dem Regulator, an dessen beiden Enden jeweils ein weiterer knapp 2 m langer Balken ebenfalls drehbar angebracht war. Diese wurden Indikatoren genannt. Dieser Flügeltelegraf befand sich oben auf einem hohen Signalmast oder Turm so, dass er weithin sichtbar war und auch noch aus einer Entfernung von zehn bis zwanzig Kilometern mithilfe eines Fernrohrs ablesbar war.
Durch Seilzüge und Rollen ließen sich die drei Balken unabhängig voneinander verstellen. Nutzt man vier mögliche Stellungen des Regulators, nämlich 0°, 45°, 90° und 135°, sowie für jeden Indikator sieben Stellungen (45°, 90°, …, 270°, 325°), dann gibt es 4 · 7 · 7 = 196 mögliche Kombinationen zur Zeichencodierung, mehr als genug, um den Buchstaben des lateinischen Alphabets und den zehn Ziffern jeweils eine markante Stellung zuzuweisen (Bild). Überliefert ist als erste damit übertragene Nachricht:

« si vous reussissez vous serez bientot couvert de gloire »

„Wenn Sie Erfolg haben, werden Sie bald mit Ruhm bedeckt sein“

Im Jahr 1793 wurde die Errichtung solch einer optischen Telegrafenlinie von Paris ins 200 km nördlich liegende Lille beschlossen. Dazu wurden 15 Stationen gebaut. Im Juli 1794 konnte die Linie erfolgreich in Betrieb genommen werden. Im August übertrug sie die Nachricht der Rückeroberung von Le Quesnoy, einer Festungsstadt 50 km südöstlich von Lille. Diese ebenso wichtige wie erfreuliche Nachricht traf nur wenige Stunden nach der gewonnenen Schlacht bei den Verantwortlichen in Paris ein, was diese sehr beeindruckte.
Es folgten mehrere weitere Linien, so 1798 eine ins Elsass, die Straßburg, Metz und Chalons mit Paris verband. Die Linie nach Lille wurde im selben Jahr nach Dünkirchen verlängert, 1801 nach Boulogne-sur-Mer, 1809 nach Antwerpen und Vlissingen und schließlich 1810 bis nach Amsterdam. Im Jahr 1813 folgte die knapp 250 km lange optische Telegrafenlinie Metz–Mainz, die ebenfalls nach dem Chappe-System arbeitete.

## Preußischer Telegrafencode

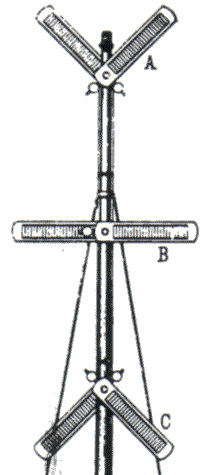
Sechs Flügel auf drei Ebenen

Im Jahr 1832 wurde ein optischer Telegraf in Preußen gebaut, der Berlin über 62 Stationen mit der Rheinprovinz verband. Endstation war nach knapp 600 km Länge Koblenz. Prinzipiell ähnlich dem Chappe-System, arbeitete dieser jedoch mit sechs einzeln beweglichen Telegrafenarmen, ebenfalls Indikatoren genannt und jeweils knapp 2 m lang, die paarweise übereinander auf drei Ebenen an einem Mast angebracht waren (Bild rechts). Jeder Indikator konnte ausgehend von 0° (Flügel senkrecht nach unten am Mast) um 45°, 90° oder 135° angehoben werden. Mit sechs Flügeln verfügte das preußische System somit über 46 = 4096 mögliche Kombinationen zur Zeichencodierung.

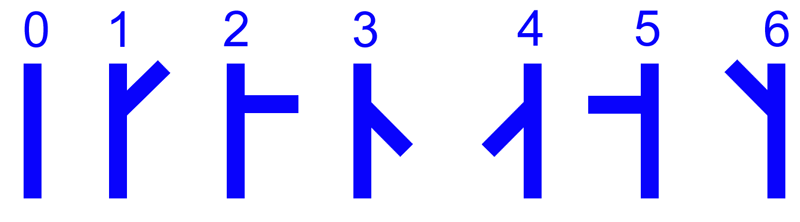
Stellungen eines Flügels

Zur Notation wurden die vier möglichen Stellungen eines Indikators auf der rechten Seite im Uhrzeigersinn mit 0, 1, 2, 3 und wieder 0 durchnummeriert und entsprechend für die linke Seite weiter mit 0, 4, 5, 6 und wieder 0 (Bild links). Die Ziffer 0 repräsentiert in allen Fällen die neutrale Stellung eines Flügels, in der er quasi unsichtbar ist.
Die drei Ebenen wurden (anders als im Bild rechts) von unten nach oben mit den Buchstaben A, B und C gekennzeichnet. Im Prinzip handelte es sich hier also um ein sechsstelliges Quaternärsystem (siehe auch: Betrieb des preußischen optischen Telegrafen).

## Gauß-Weber-Code
Nur ein Jahr später, zu Ostern 1833, errichteten Carl Friedrich Gauß (1777–1855) und Wilhelm Weber (1804–1891) in Göttingen die erste elektrische Telegrafenlinie der Welt. Sie übertrugen elektrisch positive („+“) oder negative („-“) Stromimpulse über eine Zweidrahtleitung und beobachteten die entsprechende Ablenkung eines Magneten in die eine oder die andere Richtung. Zuvor hatten sie ein Telegrafenalphabet vereinbart, das den Buchstaben unterschiedliche Zeichenfolgen (Bitfolgen) zuwies. Aus dem Nachlass von Gauß ist ein originales Dokument erhalten. Darin finden sich zwei Varianten des Codes:

### Erste Form
```
+++++ ++++- +++-+ +++-- ++-++ ++-+- ++--+ ++---
    A     B     C     D     E     F     G     H

+-+++ +-++- +-+-+ +-+-- +--++ +--+- +---+ +----
    I     K     L     M     N     O     P     Q

-++++ -+++- -++-+ -++-- -+-++ -+-+- -+--+ -+---
    R     S     T     U     V     W     X     Y

--+++ --++- --+-+ --+--
    Z     .     ?     /
```

Wie man sieht, nutzt dieser Code einheitlich fünf Bit. Außer den (25) Buchstaben gibt es bereits auch drei Satzzeichen.

### Zweite Form
Kurz darauf entschieden sie sich für einen vereinfachten Code, der heute als der Gauß-Weber-Code bekannt ist.:
```
+ - ++ +- -+ -- +++ ++- +-+ +-- -++ -+- --+ ---
A B  C  D  E  F   G   H I/J   K   L   M   N   O

++++ +++- ++-+ ++-- +-++ +-+- +--+ +--- -+++ -++- -+-+
   P    Q    R    S    T    U    V    W    X    Y    Z
```

## Steinheilschrift
Ab 1836 entwickelte Carl August von Steinheil, der von Gauß und Weber wusste, in München den zweiten elektromagnetischen Telegrafen sowie einen verbesserten Code, die Steinheilschrift. Dabei wurden mit zwei Stiften, die jeweils nur auf Ströme einer Richtung ansprachen, auf einem Papierstreifen in zwei Zeilen (oben oder unten) diese positiven und negativen Impulse als Punkte aufgezeichnet.
Der von Steinheil ersonnene Code zeichnet sich dadurch aus, dass er mit nicht mehr als vier Elementen (4 Bit) das Alphabet (26 Buchstaben) und die zehn Ziffern sowie zusätzlich noch die im Deutschen häufigen beiden Buchstabengruppen „ch“ und „sch“ abbildet. Als weitere wesentliche Verbesserung werden hier erstmals häufige Buchstaben, wie E, I, N, R, D und T, durch kurze Codezeichen (weniger als 4 Bit) repräsentiert, was die Übertragungsgeschwindigkeit erhöht. Außerdem erhält man auf diese Weise zusätzlich zu den 24 = 16 Codiermöglichkeiten durch die 4 Bit noch weitere 23 = 8 plus 22 = 4 plus 21 = 2 durch Symbole der Längen 3 Bit, 2 Bit und 1 Bit. In Summe kann man so 16+8+4+2, also 30 Zeichen codieren. Steinheil gelang es, unter Gleichsetzung von C=K, G=9, I=J, U=V, O=0 (Null) sowie Wegfall der seltenen Buchstaben Q, X und Y und dafür Aufnahme von CH und SCH seinen Code für die deutsche Sprache zu optimieren.
Zum besseren Vergleich und der Deutlichkeit halber werden in der folgenden Tabelle statt der authentischen Punkte in einer oberen oder unteren Zeile, wie sie bei der Steinheilschrift tatsächlich verwendet wurden, schlicht Plus- und Minuszeichen angegeben:
```
 +  - ++ +- -+ -- +++ ++- +-+ +-- -++ -+- --+ ---
I/J E  N  D  T  R   M G/9 U/V   L   F   A C/K   O

++++ +++- ++-+ ++-- +-++ +-+- +--+ +--- -+++ -++-
   H    4    3    Z    2    W    P    5    1    B

-+-+ -+-- --++ --+- ---+ ----
 SCH    6    S    7    8   CH
```

Obwohl Steinheil hiermit einen innovativen Code vorgeschlagen hatte, der das Potenzial gehabt hätte, nach Anpassung auch zum internationalen Standard erhoben zu werden, und er darüber hinaus mit seinem Apparat über eine große Distanz Nachrichten übertragen konnte, erregte das Gerät nur akademisches Interesse und sein Code geriet in Vergessenheit.

## Fünfnadeltelegraf

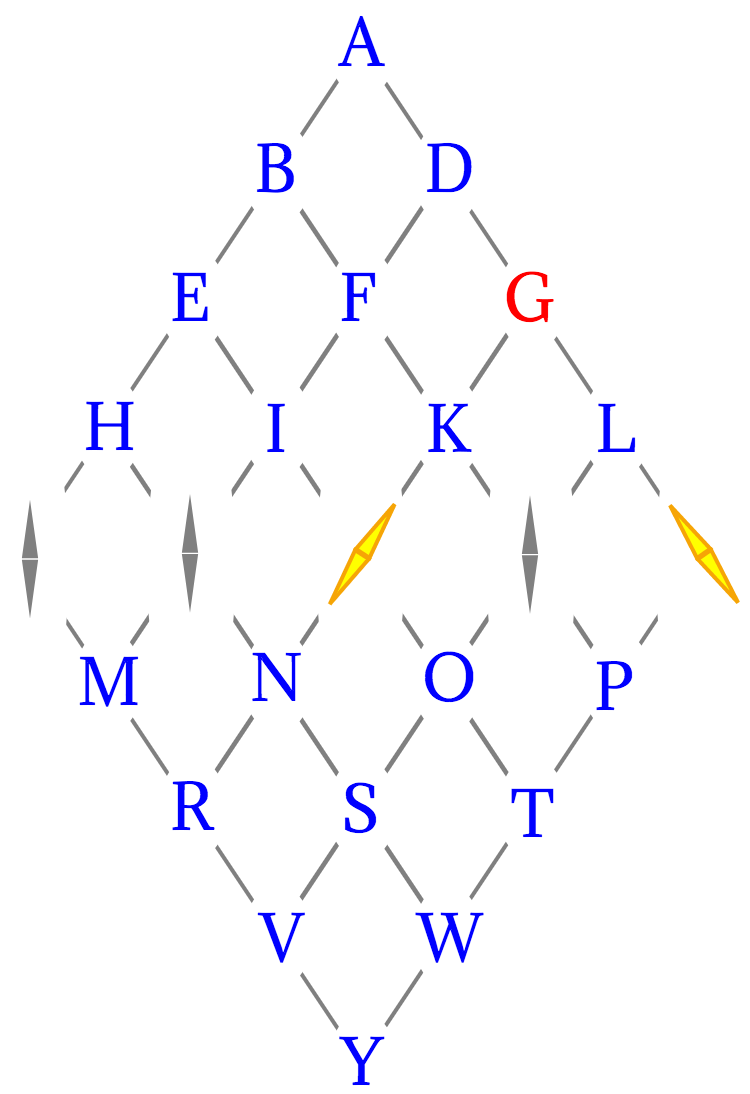
Schema der Anzeige hier beim Empfang des Buchstabens G

Im Mai 1837 patentierten William Cooke (1806–1879) und Charles Wheatstone (1802–1875) einen elektrischen Telegrafen, der fünf horizontal nebeneinander auf einer rautenförmigen Platte angeordnete Magnetnadeln verwendete. Die Nadeln konnten über fünf getrennte Leitungen einzeln angesteuert werden. Mit fünf Nadeln können bei dieser Anordnung genau zwanzig Buchstaben übertragen werden. Unter Gleichsetzung von C=K, I=J und U=V, entschied man sich, Q, X und Z wegfallen zu lassen.
In der Ruhelage sind alle Nadeln vertikal ausgerichtet. Durch einen positiven oder negativen Stromimpuls wird eine Nadel um etwa 30° nach links oder rechts abgelenkt. In der Praxis wurden stets zwei Nadeln zugleich angesteuert und somit abgelenkt. Die gedachte Verlängerungslinie ihrer neuen Lage deutete auf einen Schnittpunkt. Dieser stellte den übertragenen Buchstaben dar. Beispielsweise zur Übermittlung des Buchstabens G wird dazu die mittlere Nadel nach rechts und die rechte Nadel nach links gedreht (Bild). Der Schnittpunkt der gedachten Verlängerung liegt auf der Anzeigeplatte beim Buchstaben G.
Der Nadeltelegraf stellte einen der ersten betriebssicheren Telegrafenapparate der Welt dar und wurde erstmals im Jahr 1838 auf der 21 km langen Eisenbahnstrecke der Great Western Railway zwischen London und West Drayton eingesetzt.

## Morses erster Code
Samuel Morse (1791–1872) war ein Professor für Malerei und Plastik. Sein erster Versuchsaufbau entstand im Jahr 1837 daher aus einer Staffelei. An deren Rahmen hängte er ein Pendel mit einem Stift auf. Mithilfe eines Elektromagneten konnte das Pendel abgelenkt werden. Unterhalb des Pendels zog ein Uhrwerk einen aufgerollten Papierstreifen. Solange kein Strom floss, blieb es bei einem geraden Strich. Sobald aber Strom floss und dadurch das Pendel zur Seite abgelenkt wurde, entstand ein V‑förmiger Zacken auf dem Papierstreifen.

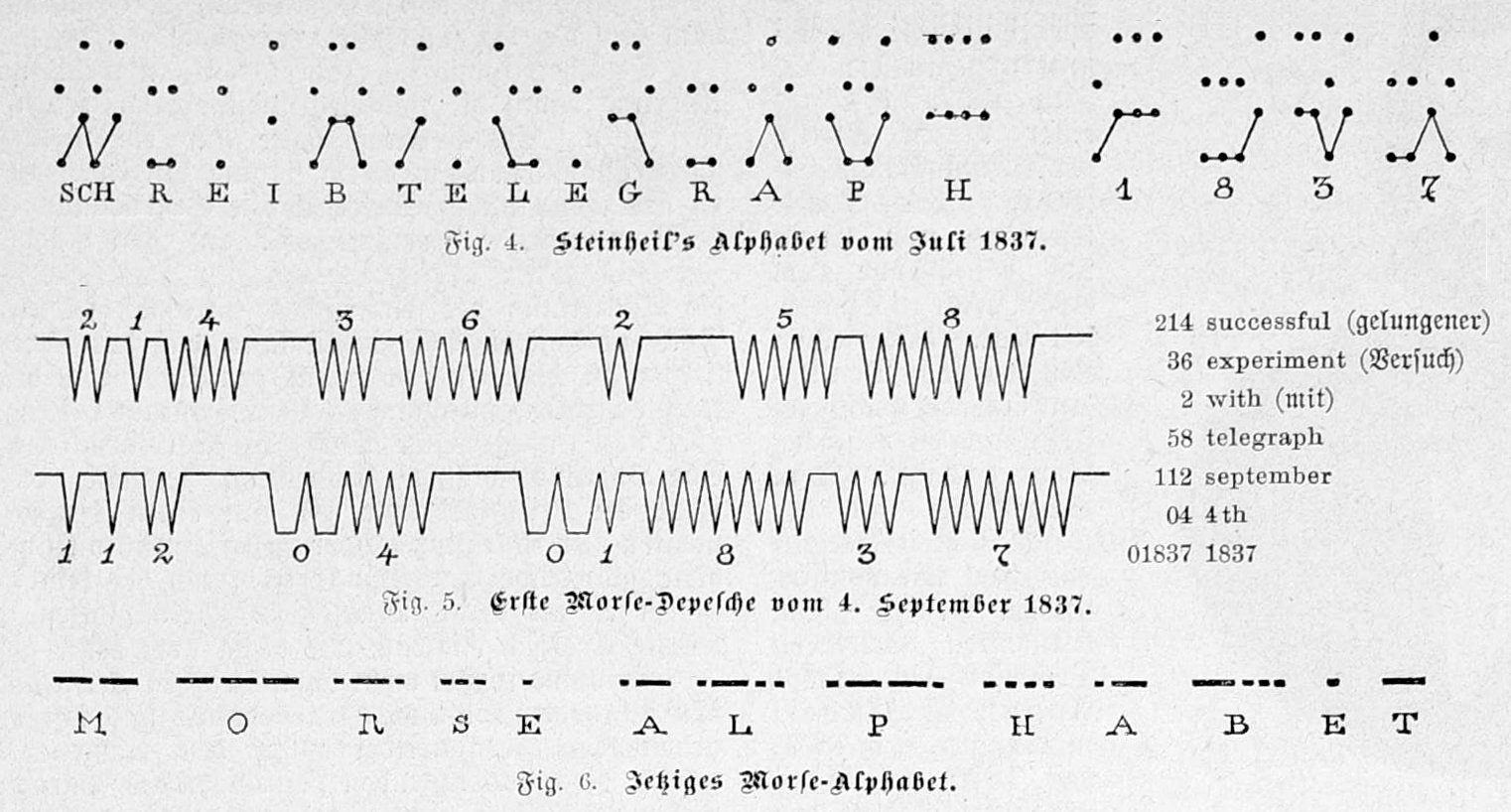
Morses erster Code (Mitte) vom 4. September 1837 im Vergleich zur Steinheilschrift (oben)

Morses erster Code bestand darin, dass ein Zacken für die Ziffer „1“ stand, zwei Zacken für die „2“ und so weiter bis zehn Zacken für die Ziffer „0“. Auf diese Weise symbolisierte eine Zackenfolge jeweils eine Ziffer. Mehrere Ziffern ergaben Zahlen. Und Zahlen standen für Wörter. Bei seiner ersten Vorführung übertrug er auf diese Weise (Bild):
```
     214     36     2     58     112     04     01837
```

Das bedeutete:
```
    
gelungener Versuch mit Telegraph September 4 1837
```

Etwas später begrenzte er die Anzahl der Zacken auf fünf und entschied sich, die Ziffern „6“ bis „9“ sowie die „0“ auf gleiche Weise zu kodieren wie „1“ bis „5“, jedoch zur Unterscheidung dahinter eine längere Pause folgen zu lassen (siehe auch: Hintergrund zum Amerikanischen Morsecode).

## Amerikanischer Morsecode
Alfred Vail (1807–1859), ein Mitarbeiter Morses, erkannte die Nachteile von Morses erstem Code und entwickelte ab 1838 einen deutlich verbesserten Code, der nicht den Umweg über Ziffern benötigte, sondern direkt auf der Codierung einzelner Buchstaben basierte. Anders als bei Morses ursprünglichem Code, nutzte Vail Stromstöße von unterschiedlichen Längen. Er führte somit sozusagen die „Striche“ (–) ein.

Der von Vail entwickelte Code

Allerdings gab es bei ihm nicht nur eine Strichlänge, wie wir sie heute kennen, sondern gleich drei verschiedene Längen: einfach, lang und extra-lang. Auch verwendete er, ähnlich wie Morse es machte, Pausen unterschiedlicher Länge. Beispielsweise hatte der Code für den Buchstaben C ( · ·   · ) unterschiedlich lange Pausen zwischen den ersten beiden und den letzten beiden Punkten. Die Buchstaben, I ( · · ) und O ( ·   · ) unterschieden sich nur durch die etwas unterschiedlich lange Pause zwischen den beiden Punkten und konnten miteinander oder auch mit zwei hintereinander auftretenden E ( · ) verwechselt werden.
Im Jahr 1840 verfeinerte und erweiterte Vail sein System und schuf so den Amerikanischen Morsecode. Dieser wurde in Nordamerika ab 1844 betrieblich eingesetzt. Ein Jahr später, 1845, veröffentlichte Vail seine Erkenntnisse und Errungenschaften in seiner Schrift The Electro Magnetic Telegraph („Der elektromagnetische Telegraph“).
Nach Errichtung der ersten Telegrafenlinien in Australien, womit im Jahr 1854 im Bundesstaat Victoria begonnen wurde, führte man auch dort den Amerikanischen Morsecode ein und nannte ihn Victoria Code.

## Internationaler Morsecode

Vergleich von drei Codes:
Links: Amerikanisch
Mitte: Kontinental
Rechts: International

In Europa befasste sich Friedrich Clemens Gerke (1801–1888), der für den Hamburger optischen Telegraphen (1838–1849) verantwortlich war, intensiv mit Vails Arbeiten und übersetzte auch dessen Veröffentlichung ins Deutsche unter dem Titel Gründliche Darstellung der elektromagnetischen Telegraphen nach dem System von Morse. Gerke erkannte die unterschiedlich langen Striche sowie die unterschiedlichen Pausenlängen als wesentliche praktische Nachteile und reformierte das System: Übrig ließ er – so wie wir es heute kennen – nur Punkte und Striche sowie kurze Pausen innerhalb der Zeichen und lange Pausen zwischen den einzelnen Buchstaben. Ein Strich hat dabei stets die dreifache Länge eines Punktes. Auch änderte er rund die Hälfte der Zeichen des Amerikanischen Morsecodes und führte ergänzend die deutschen Umlaute (Ä, Ö, Ü) ein. Eine Sonderstellung nahm weiterhin die Ziffer Null ein, die auch bei Gerke noch durch einen überlangen Strich dargestellt wurde. Sein System, in Deutschland auch als „Hamburger Alphabet“ bezeichnet und ab 1865 europaweit verwendet, wurde in Amerika unter dem Namen Continental Code bekannt, aber dort praktisch zunächst nicht genutzt.
Dies änderte sich erst mit dem Aufkommen der Funktechnik zu Beginn des 20. Jahrhunderts, als die Nachteile des amerikanischen gegenüber dem europäischen Morsecode immer offensichtlicher wurden. Während der Code im 19. Jahrhundert für die Nachrichtübertragung mithilfe von über Land gezogenen kabelgebundenen Telegrafenstrecken genutzt wurde, die kaum Störungen aufwiesen, verhielten sich Funkstrecken deutlich störanfälliger. Beispielsweise können einzelne Zeichen durch Gewitterblitze verstümmelt werden. Dies trifft naturgemäß einen „punktlastigen“ Code stärker. Insofern erwiesen sich die unterschiedlich langen Pausen und die vergleichsweise vielen Punkte nun als ein Nachteil des Amerikanischen Morsecodes. Da half auch nicht, dass er andererseits um etwa 10 % schneller war als der kontinentale.
Nachdem auf der Weltfunkkonferenz 1912 in London der Continental Code als Standard beschlossen worden war, verdrängte er nun auch in Nordamerika den American Morse Code. In internationaler Abstimmung gab es noch einige wenige Verfeinerungen bis zum heute international standardisierten Morsecode der Internationalen Fernmeldeunion (ITU).

## Baudot-Code
Der von Émile Baudot (1845–1903) erfundene Code, der später seinen Namen erhielt, wurde am 6. Januar 1882 in Frankreich patentiert. Sechs Jahre später, am 21. August 1888, erhielt er auch das Patent in den Vereinigten Staaten (Bild). Wie auch bei der ersten Form des Gauß-Weber-Codes, handelte es sich hierbei um einen 5‑Bit-Code. Baudot wählte jedoch eine andere Zuordnung für die 26 Buchstaben:
```

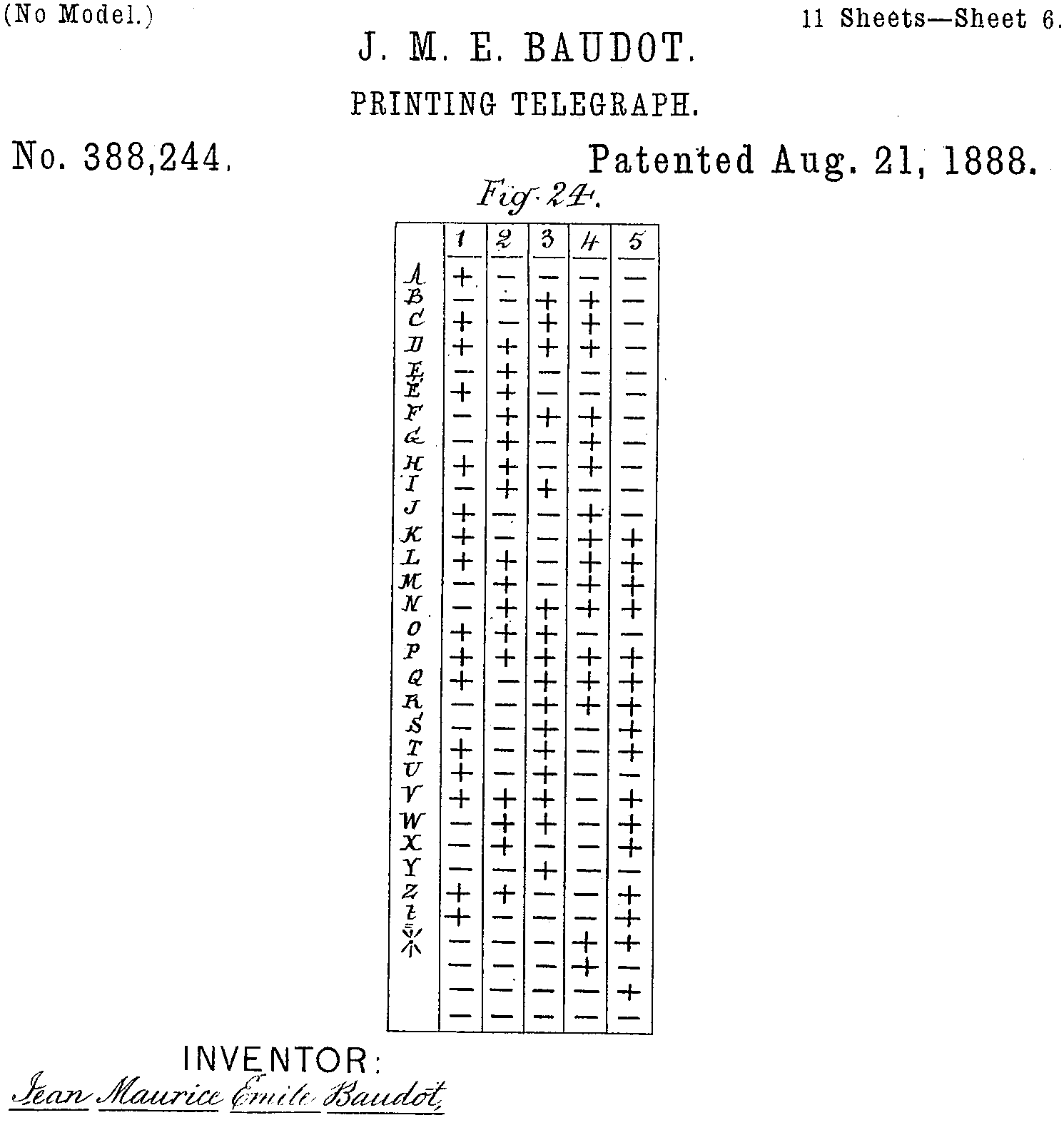
Ursprünglicher Baudot-Code (1888)

+++++ ++++- +++-+ +++-- ++-++ ++-+- ++--+ ++---
    P     D     V     O     L     H     Z   –

+-+++ +-++- +-+-+ +-+-- +--++ +--+- +---+ +----
    Q     C     T     U     K     J   –       A

-++++ -+++- -++-+ -++-- -+-++ -+-+- -+--+ -+---
    N     F     W     I     M     G     X     E

--+++ --++- --+-+ --+--
    R     B     S     Y
```

## Baudot-Murray-Code

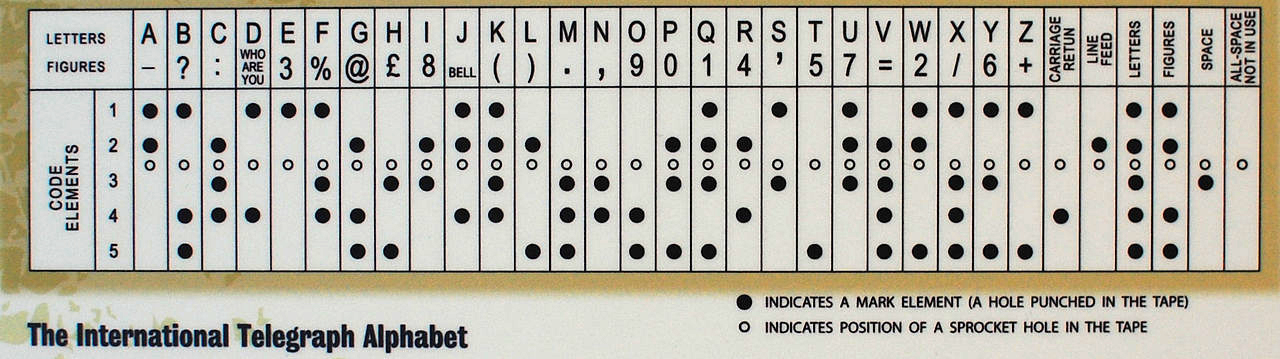
Das internationale Telegrafenalphabet nach Baudot und Murray (1932)

Erneut ein halbes Jahrhundert später wurde der Baudot-Code durch Donald Murray (1865–1945) überarbeitet und schließlich im Jahr 1932 vom Comité Consultatif International Télégraphique et Téléphonique (CCITT), dem Nachfolger des Internationalen Telegraphenvereins, unter der Bezeichnung CCITT‑2 beziehungsweise International Telegraph Alphabet (ITA2) (deutsch Internationales Telegrafenalphabet) zum Standard erhoben. Dieser Code wurde rund ein halbes Jahrhundert lang im internationalen Fernschreibverkehr intensiv genutzt, bevor er durch den ASCII abgelöst wurde.

## ASCII

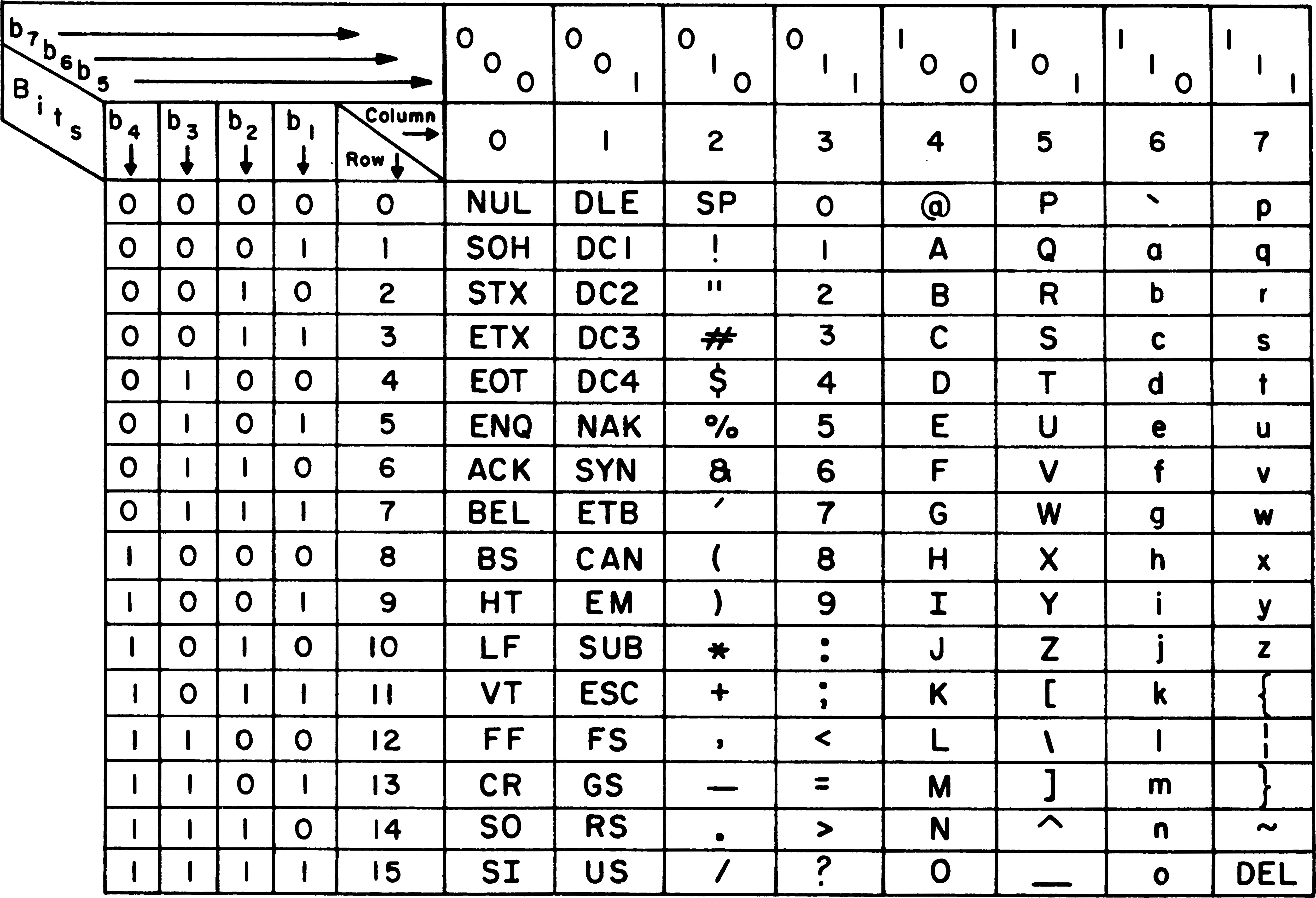
ASCII-Tabelle (1972)

Der ASCII (deutsch Amerikanischer Standard-Code für den Informationsaustausch) verwendet sieben Bit, also zwei Bit mehr als seine Vorgänger. Dies erlaubt die Codierung von 27 oder 128 unterschiedlicher Zeichen. Er wurde am 17. Juni 1963 von der American Standards Association (ASA) eingeführt und wird in erweiterten Formen bis heute benutzt. Neben einigen (nicht druckbaren) Steuerzeichen, wie Zeilenvorschub oder Tabulator, verfügt er über das komplette lateinische Alphabet mit seinen jeweils 26 Groß- (A–Z) und Kleinbuchstaben (a–z), die zehn Ziffern (0–9) sowie einige Sonderzeichen, wie man sie auch auf einer üblichen Tastatur findet.
 !"#$%&'()*+,-./

0123456789:;<=>?

@ABCDEFGHIJKLMNO

PQRSTUVWXYZ[\]^_

`abcdefghijklmno

pqrstuvwxyz{|}~

## Geheimcodes
Eine in der Geschichte häufig verwendete Methode zur Geheimhaltung telegrafisch übermittelter Nachrichten, ist die Verschlüsselung des „offenen Wortlauts“, also des Klartextes, mithilfe eines Codebuchs. Während öffentlich verfügbare Codebücher dazu benutzt wurden, um die Textlänge von Telegrammen und damit deren Gebühren zu senken, dienten geheime Codebücher dazu, den Text in eine kryptische Zeichenfolge, also einen Geheimtext, umzuwandeln, deren Sinn sich für Uneingeweihte möglichst nicht erschließen lässt. Der befugte Empfänger solch einer Geheimdepesche kann diese jedoch mithilfe des passenden Codebuchs entschlüsseln und so den ursprünglichen Klartext zurückgewinnen.

## Abkürzungen
Darüber hinaus gab es im Telegrafieverkehr ein Vielzahl von üblichen Abkürzungen sowie speziell konstruierte Kurzbezeichnungen, sogenannte Brevity Codes („Kurzcodes“). Je nach Anwendungsbereich wurden sie in unterschiedlichen Verzeichnissen gesammelt, die öffentlich verfügbar waren, oder sie konnten in Form von Codebüchern erworben werden. Anders als die oben erwähnten dienten diese nicht der Geheimhaltung. Beispiele sind:
- Acme
- Boe
- Mosse
- Petco
- Phillips
- Western Union 92

Aus dem Phillips-Code stammt beispielsweise das Akronym POTUS, das noch heute für President of the United States of America steht. Auch einige andere Kürzel aus der Frühzeit der Telegrafie haben sich bis heute in der Liste von Abkürzungen im Amateurfunk erhalten.